# Вильбек, Сюзанне Мунк
Сюзанне Мунк Вильбек (дат. Susanne Munk Wilbek), урождённая Сюзанне Мунк Лауритсен (дат. Susanne Munk Lauritsen, родилась 12 октября 1967 в Хворслеве) — датская гандболистка, игравшая на позиции вратаря. Олимпийская чемпионка (1996), чемпионка мира (1997), чемпионка Европы (1994 и 1996).

## Карьера игрока

### Клубная
Начинала карьеру в команде «Веллев». Провела всего 15 сезонов в игровой карьере, выиграла 7 раз чемпионат Дании.

### В сборной
В сборной сыграла 171 игру и забила 3 гола. Чемпионка Олимпийских игр 1996 года, чемпионка мира 1997 года, чемпионка Европы 1994 и 1996 годов.

## Карьера тренера
В 2006 году вошла в тренерский штаб клуба «Виборг». В 2008 году назначена тренером команды «Скьерн», параллельно заняв должность тренера вратарей в мужской сборной Дании. Летом 2011 года вернулась в «Виборг», с 2013 года является как тренером вратарей, так и наставником молодёжной команды

## Семья
Замужем за тренером Ульриком Вильбеком, который руководил в 1996 году сборной Дании на Олимпийских играх в Атланте.